# Parabole du serviteur revenant des champs

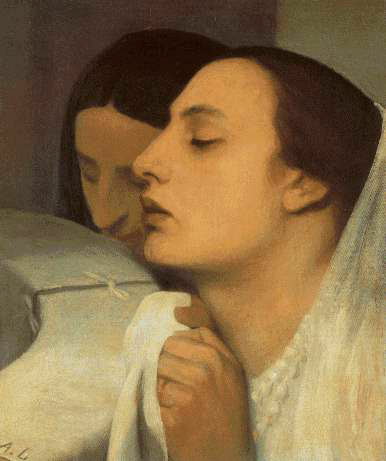
La prière d'action de grâce après la communion, de Thomas d'Aquin, comprend une phrase similaire au dernier verset de cette parabole : « Je te remercie, Seigneur, Père tout-puissant, Dieu éternel, qui as daigné, non par mes mérites, mais par la condescendance de ta bonté, de satisfaire le pécheur que je suis, de Ta bonté, de me satisfaire, moi pécheur, Ton indigne serviteur. » (Peinture d'Alphonse Legros : femme remerciant Dieu après la communion.)

Le Serviteur revenant des champs est une parabole de Jésus-Christ donnée dans l'Évangile selon Luc. Elle dit qu'il faut savoir donner généreusement et gratuitement (sans rien attendre en retour).

## Texte
Évangile selon Luc, chapitre 17, versets 7 à 10 :
« Qui de vous, ayant un serviteur qui laboure ou paît les troupeaux, lui dira, quand il revient des champs: Approche vite, et mets-toi à table ? Ne lui dira-t-il pas au contraire: Prépare-moi à souper, ceins-toi, et sers-moi, jusqu'à ce que j'aie mangé et bu ; après cela, toi, tu mangeras et boiras ? Doit-il de la reconnaissance à ce serviteur parce qu'il a fait ce qui lui était ordonné ? Vous de même, quand vous avez fait tout ce qui vous a été ordonné, dites : Nous sommes des serviteurs inutiles, nous avons fait ce que nous devions faire. »
Traduction d'après la Bible Louis Segond.

## Interprétation
Le Père Joseph-Marie Verlinde dit qu'il faut servir gratuitement : « Entrons donc dès à présent dans ces dispositions : Dieu n’attend pas de nous l’impossible, mais que nous fassions du mieux que nous pouvons le peu qui nous est confié ; il accomplira lui-même le reste par des chemins qu’il ne nous appartient pas de connaître. Que le service désintéressé de Dieu et de nos frères n’ait d’autre but que de témoigner de notre reconnaissance pour la gratuité du salut immérité. Tout ce qui viendrait en plus serait un marchandage indigne de l’amour. » Le leimotiv majeur de cette parabole est: Dieu donne gratuitement, à chacun de donner aussi gratuitement.